# Neon punctulatus
Neon punctulatus là một loài nhện trong họ Salticidae.
Loài này thuộc chi Neon. Neon punctulatus được Ferdinand Karsch miêu tả năm 1880.